# Terina incisa
Terina incisa là một loài bướm đêm trong họ Geometridae.